# عنکبوت‌کش کوچک
عنکبوت‌کش کوچک (نام علمی: Arachnothera longirostra) نام یک گونه از سرده کارتنه‌خورک است.